# Pismenowo
Pismenowo (bułg. Писменово) – wieś w Bułgarii, w obwodzie Burgas, w gminie Primorsko. W 2023 roku liczyła 248 mieszkańców.